# Костурско благотворително братство
Костурското благотворително братство „Надежда“ е патриотична и благотворителна обществена организация на македонски българи от района на Костурско, съществувала в българската столица София от края на XIX век.

## История
Братството е основано в края на XIX век с членска маса от 210 души. През 1901 година председател на братството е Васил Чекаларов.
Към 1910 година негов председател е Яков Янков, подписал „Мемоар на Македонските братства в столицата до Славянски събор в София“.
През 1913 година от името на братството Васил Динов, Никола Милев, Никола Юруков, Иван Прешленков, Лазар Киселинчев, Хр. Н. Димитров и Григор Бакрачев подписват Мемоар от костурско-леринско-кайлярската емиграция в София.
По време на войните за национално обединение братството е разположено в Ксанти, Западна Тракия, където се установяват голяма част от бежанците от Костурско. Към 1914 година председател е Наум Темчев.
След Първата световна война председател на дружеството става Спиро Василев. На учредителния събор на македонските бежански братства от ноември 1918 година делегат от Костурското братство е Никола Милев. На обединителния конгрес на СМЕО и МФРО от януари 1923 година делегати от костурското братство са Андон Юруков, Апостол Грежов, Георги Николов, Димитър Палчев, М. Георгиев, М. Христов, Н. Григоров и Петър Таралямов.
На 30 ноември 1924 година братството провежда общо събрание с председател Йосиф Василев Кондов, на което е приет нов устав и е гласувано ново ръководство. В него влизат Яков Янков (председател), Милош Попдимитров (подпредседател), Кръсто К. Лачев (секретар), Димитър Н. Караджов (касиер) и членове Георги Николов, Илия Югрев и Пандо Киселинчев.
На 15 ноември 1925 година Костурското женско благотворително дружество си избира настоятелство в състав Елена Томова Бакрачева (председател), Олга Чекаларова (подпредседател), Маслина Грънчарова (секретар), Танка Б. Илиева (касиер), а съветнички са Константия Г. Киселинчева, Мита А. Юрукова, Мара Г. Николова и Зорка Тодорова. В контролната комисия влизат Дана Грозданова, Зоя Трифонова и Траянка Каранджова.
През 1936 година в заседанията взимат участие 87 редовни делегати, а през 1938 година е избрано ръководство в състав Тома Шапарданов (председател), Йосиф Кондов (подпредседател), Спиро Василев (секретар), Христо Каракашев (касиер), членове са Григор Капурдов, Андрей Галев и Благой Пишмиров. В контролната комисия влизат Илия Патеров (председател), Дамян Новачев и Богдан Шутков са членове. Създадена е ефория за управление на дружествените имоти в състав Лазар Киселинчев (председател), Георги Янков и Атанас Розов са членове. Годишният патронен празник е Илинден.
Сред другите по-изявени членове на братството са Филип Атанасов, Димитър Палчев, Сребро Янакиев и други. През 1941 година председател на братството е все още Спиро Василев.
След окупацията на Гърция през Втората световна война през май 1941 година българското правителство праща делегация на Костурското братство в Югозападна Македония. В нея влизат Дамян Илиев, Спиро Василев и Петър Марков от Загоричани, Пандо Киселинчев от Косинец и Георги Христов от Хрупища. Делегацията обикаля Леринско и Костурско по маршрута Битоля – Баница – Екши Су – Зелениче – Загоричани – Хрупища – Косинец – Лабаница – Смърдеш – Брезница – Руля – Желево – Лерин, където на 24 май присъства на голямо българска манифестация. В доклада си до правителството пътуването на делегацията е определено като едно бляскаво шествие на българщината.
През 1945/1946 година братството е преименувано на Костурско благотворително братство „Димитър Благоев“.
- Декларация на Братството от 19 април 1919 година

- Документи и издания на братството
- „Локвата и Виняри“, 1940, издание на Костурското благотворително братство
- Бистрицки, „Българско Костурско“, Ксанти, 1919 година, издание на Костурското македонско братство „Надежда“
- Плакат с Костур на Костурското братство, 1940 г.
- Възвание на Братството за Свети Дух, 3 юни 1933 г. и призив за среща през януари 1934 г.

## Издания
- Силянов, Христо. От Витоша до Грамос, Походът на една чета през Освободителната война – 1912 г., I. изд. Костурско благотворително братство – София, 1920
- Костурско.   София, Издание на Костурското братство, 1940.